# 도깨비주머니쥐
도깨비주머니쥐(Monodelphis saci)는 주머니쥐과에 속하는 남아메리카 주머니쥐의 일종이다. 브라질 우림에서 발견된다.

## 특징
코부터 꼬리 앞까지 몸길이는 9~12cm이다. 꼬리 길이는 4~6cm이다. 몸무게는 약 17~30g이다. 불그스레한 머리와 갈색 엉덩이가 특히 눈에 띤다. 턱과 목, 사타구니, 옆구리는 회갈색이다. 뚜렷한 중앙부 흰색 줄무늬가 가슴과 배 쪽에 나 있다. 발은 짧고 밝은 갈색 털로 덮여 있다. 수컷이 암컷보다 약간 크다.

## 분포
브라질 아마존 우림의 남쪽 제방을 따라 저지대 열대 우림에서 서식한다.

## 습성
아주 최근에 발견되었기 때문에 습성에 대해서는 거의 알려져 있지 않다.

## 어원
종소명은 빨간 모자를 쓰고 사라졌다가 다시 나타나는 브라질 민속 신앙의 전설적인 외발 도깨비 "사시" 또는 "사시페레르"의 이름에서 유래했다. 불그스레한 머리와 아주 오랫동안 발견되지 않은 사실 때문에 과학자들이 지은 이름이다.